# Byatarayanapalya, Koratagere
Byatarayanapalya là một làng thuộc tehsil Koratagere, huyện Tumkur, bang Karnataka, Ấn Độ.